# 일산 킨텍스 원시티
일산 킨텍스 원시티(영어: Ilsan KINTEX ONECITY)는 대한민국 경기도 고양시 일산동구 장항동에 위치한 주상복합 아파트 단지이다.

## 같이 보기
- 경기도의 마천루 목록
- 고양시의 마천루 목록